# Шахрияр (персонаж)
Шахрия́р (перс. شهریار‎) — вымышленный персонаж, ключевой герой обрамления свода сказок «Тысяча и одна ночь» (Alif Laila wa-Laila), которому Шахерезада во избежание казни рассказывает истории.

## Реальность и вымысел
Первая часть в имени Шахрияр — «шах» соответствует титулу «царь» («повелитель»). В оригинальном тексте сборника он именуется «шахиншахом» («царём царей»). Всё это вызывает ассоциации с Персией. Однако, считается что Шахрияр не имел непосредственного исторического прототипа, и что фабула истории, возможно, заимствована из более ранних индийских легенд.

## Обрамление свода
Обрамление «Тысячи и одной ночи» начинается «Рассказом о царе Шахрияре и его брате» и заканчивается «Рассказом о царе Шахрияре и Шахразаде», в которых Шахрияр и Шахразада представлены главными протагонистами. В начале сборника перед читателем предстаёт кровавый деспот:
Согласно сборнику, младший брат Шахрияра — 'Шахземан (перс. شاهزمان‎; Шахзаман Šāhzamān, Shâhzamân) — правил Самаркандом. Процарствовав 20 лет, Шахрияр послал визиря в Самарканд, чтобы пригласить брата к себе в гости после долгих лет разлуки. Шахзаман отправился в путешествие, но вернулся во дворец за какой-то забытой вещью и застал свою жену в постели с чёрным рабом. Охваченный гневом правитель убил обоих. Воспоминания об измене терзали Шахзамана во дворце Шахрияра. Он не пил, не ел, не в силах был радоваться и веселиться. Как-то раз, не поехав на охоту с братом, увидел из окна, как жена Шахрияра сплелась в объятиях с чёрным рабом. После этого он перестал отказываться от пищи и вскоре рассказал о случившемся Шахрияру. Поэтому разуверившийся в верности женщин всесильный правитель во избежание позора решил брать себе в жёны девственниц на одну ночь, наутро казня каждую из них.
Спустя 3 года в царстве не осталось ни одной невинной девушки. Поэтому после повеления царя визирю привести очередную девственницу последний вернулся домой угнетённый и подавленный. При виде состояния отца старшая дочь его, Шахерезада, которая «читала  книги, летописи и жития древних царей и предания о минувших народах, и она, говорят, собрала тысячу летописных книг, относящихся к древним народам, прежним царям и поэтам», вызвалась спасти мусульман, став женой Шахрияра. Когда Шахрияр овладел Шахерезадой, её младшая сестра Дуньязада (Dunyâzâd, Dînâzâd, Dînârzâd) просила сестрицу поведать какую-нибудь историю для скоротания ночи. С того времени каждую ночь Шахразада стала рассказывать Шахрияру свои истории с одним из первых в литературе использованием приёма клиффхэнгер: поскольку говорить она могла только ночью, Шахразада каждый раз к концу разрешённого времени подводила очередную завязку интриги повествования. Увлёкшись живописными занимательными рассказами, царь не спешил казнить очередную жену.
В заключительной части, «Рассказе о царе Шахрияре и Шахерезаде», Шахерезада привела царю трёх сыновей, «один из которых ходил, другой ползал, а третий сосал грудь», которые были зачаты за время ночных рассказов, просила его о помиловании: «О царь времени, это твои сыновья, и я желаю от тебя, чтобы ты освободил меня от убиения ради этих детей. Если ты меня убьёшь, эти дети останутся без матери и не найдут женщины, которая хорошо их воспитает!» И тут царь заплакал, и прижал детей к груди, и сказал: «О Шахразада, клянусь Аллахом, я помиловал тебя прежде, чем появились эти дети, так как я увидел, что ты целомудренна, чиста, благородна и богобоязненна. Да благословит Аллах тебя, твоего отца, твою мать, твой корень и твою ветвь. Призываю Аллаха в свидетели, что я освободил тебя от всего, что может тебе повредить».
Согласно И. М. Фильштинскому, до появления сборника композиция с обрамляющей новеллой в литературах других народов не встречалась, но она является традиционной в индийском фольклоре и древнеиндийской литературе. О происхождении обрамляющей истории мало что известно, но представляется весьма вероятным, что заимствована она из источников на санскрите.